# Verkehrsplaner
Der Verkehrsplaner (auch Straßenplaner oder Verkehrsingenieur) beschäftigt sich mit der Bemessung und dem Entwurf von multimodalen Verkehrswegen, wie z. B. Schiene, Straße und Wasser- und anderen Verkehrsanlagen. Grundlegend für diese Tätigkeit ist Arbeit mit Planungsrichtlinien, Verkehrsanalysen und Planungssoftware.
Verkehrsplaner sind in der Regel, neben Absolventen des Verkehrsingenieurwesens, Ingenieure der Studienrichtungen Bauingenieurwesen sowie Raum- und Stadtplanung oder Geographie. Anstellung finden Verkehrsplaner für gewöhnlich bei Behörden und Ämtern, Ingenieurbüros, Verkehrsbetrieben, Unternehmensberatungen und Bauunternehmen.